# Winter-Asienspiele 2011/Ski Alpin
Bei den Winter-Asienspielen 2011 in Almaty wurden  die Wettbewerbe im Ski Alpin zwischen dem 31. Januar und dem 4. Februar 2011 ausgetragen. Austragungsort war Shymbulak.

## Männer

### Super-G
| Platz | Sportler                  | Land              |
| ----- | ------------------------- | ----------------- |
| 1     | Igor Sakurdajew           | Kasachstan        |
| 2     | Dmitri Koschkin           | Kasachstan        |
| 3     | Mohammad Kiya Darbandsari | Iran              |
| 4     | Hossein Saveh Shemshaki   | Iran              |
| 5     | Artem Voronov             | Usbekistan        |
| 6     | Dmitry Trelevski          | Kirgisistan       |
| 7     | Marcus Chen               | Chinesisch Taipeh |
| 8     | Dmitry Babikov            | Kirgisistan       |

Datum: 1. Februar 2011

### Abfahrt
| Platz | Sportler                  | Land        |
| ----- | ------------------------- | ----------- |
| 1     | Dmitri Koschkin           | Kasachstan  |
| 2     | Igor Sakurdajew           | Kasachstan  |
| 3     | Jung Dong-hyun            | Südkorea    |
| 4     | Hossein Saveh Shemshaki   | Iran        |
| 5     | Mohammad Kiya Darbandsari | Iran        |
| 6     | Kim Woo-sung              | Südkorea    |
| 7     | Artem Voronov             | Usbekistan  |
| 8     | Dmitry Trelevski          | Kirgisistan |

Datum: 31. Januar 2011

### Super-Kombination
| Platz | Sportler                | Land        |
| ----- | ----------------------- | ----------- |
| 1     | Jung Dong-hyun          | Südkorea    |
| 2     | Igor Sakurdajew         | Kasachstan  |
| 3     | Kim Woo-sung            | Südkorea    |
| 4     | Hossein Saveh Shemshaki | Iran        |
| 5     | Porya Saveh Shemshaki   | Iran        |
| 6     | Artem Voronov           | Usbekistan  |
| 7     | Alexander Trelevski     | Kirgisistan |
| 8     | Dmitry Babikov          | Usbekistan  |

Datum: 3. Februar 2011

## Frauen

### Super-G
| Platz | Sportler          | Land       |
| ----- | ----------------- | ---------- |
| 1     | Kim Sun-joo       | Südkorea   |
| 2     | Lyudmila Fedotova | Kasachstan |
| 3     | Jung Hye-me       | Südkorea   |
| 4     | Xeniya Stroilova  | Kasachstan |
| 5     | Marjan Kalhor     | Iran       |
| 6     | Kseniya Grigoreva | Usbekistan |
| 7     | Mitra Kalhor      | Iran       |
| 8     | Svetlana Baranova | Usbekistan |

Datum: 1. Februar 2011

### Abfahrt
| Platz | Sportler          | Land       |
| ----- | ----------------- | ---------- |
| 1     | Kim Sun-joo       | Südkorea   |
| 2     | Lyudmila Fedotova | Kasachstan |
| 3     | Xeniya Stroilova  | Kasachstan |
| 4     | Jung Hye-me       | Südkorea   |
| 5     | Kseniya Grigoreva | Usbekistan |
| 6     | Marjan Kalhor     | Iran       |
| 7     | Ziba Kalhor       | Iran       |

Datum: 31. Januar 2011

### Super-Kombination
| Platz | Sportler          | Land       |
| ----- | ----------------- | ---------- |
| 1     | Lyudmila Fedotova | Kasachstan |
| 2     | Jeong So-ra       | Südkorea   |
| 3     | Xeniya Stroilova  | Kasachstan |
| 4     | Marjan Kalhor     | Iran       |
| 5     | Ziba Kalhor       | Iran       |
| 6     | Kseniya Grigoreva | Usbekistan |

Datum: 4. Februar 2011